# 迷路でデート!
『迷路でデート!』（めいろでデート）は、1976年7月5日から1977年3月21日まで東京12チャンネル（現・テレビ東京）で放送されていた恋愛バラエティ番組である。全33回。放送時間は毎週月曜 19:00 - 19:30 （日本標準時）。

## 概要
木曜20:00枠で放送されていた『アクションクイズ!迷路に挑戦』のリニューアル版で、同番組から引き続き土居まさるが司会を、そして児島美ゆきがアシスタントを務めていた。土居と児島は、かつて日本テレビの『TVジョッキー 日曜大行進』で司会とアシスタントを務めて以来の共演だった。